# Гней Вергилий Капитон
Гней Вергилий Капитон (на латински: Gnaeus Vergilius Capito) е политик на Римската империя по времето на римския император Клавдий (41 – 54 г.).
През 47 – 52 той е префект на римската провинция Египет (Praefectus Alexandreae et Aegypti) след Гай Юлий Постум. Сменен е от Луций Лузий Гета.